# Дебеняк, Дорис
Дорис Дебеньяк (урожденная Криш/Доротея Косец/Дорис Криш) (5 августа 1936 — 21 сентября 2013) — словенский лингвист и переводчик,

## Биография
Дорис Криш родилась в Любляне в семье кочеваров. Она выросла, говоря на словенском и немецком языках, но не выучила кочеварский диалект. Она вышла замуж за словенского философа и переводчика Божидара Дебеняка, с которым оставалась в браке до самой смерти.
В 1959 году Дорис закончила факультет искусств в университете Любляны, специализируясть по немецкому и английскому языкам и литературе. Затем она год преподавала в учительской школе в Нови-Место. С 1960 года работала ассистентом, а затем преподавателем немецкого языка на кафедре германских языков и литератур факультета искусств в Люблянского университета. 
С 1982 года она работала переводчиком с немецкого на словенский и наоборот. 
С 1988 по 1991 год Дебеняк была президентом Ассоциации научных и технических переводчиков Югославии. В этом качестве она была депутатом Собрания Социалистической Республики Словения. 
Помимо прочих работ, она является основным автором крупнейшего словенско-немецкого и немецко-словенского словаря, который она издала вместе со своим мужем и сыном Приможем.
Также, монументальный перевод «Славы герцогства Карниола» Вальвазора на словенский язык был задуман и осуществлен как проект семьи Дебеньяк, за что все трое его участников получили орден «За заслуги» от Республики Словения, Дорис Дебеняк, как основному автору переводов с немецкого на словенский он был присуждён посмертно.
Дорис Дебеняк была членом Ассоциации коренных кочеваров, которая была основана в 1992 году в деревне Кочевские поляны. 8 декабря 2002 г. на общем собрании в Обчице избрана членом совета директоров этой организации.
Кавалер словенского ордена «За заслуги» (2014).